# Renamo-União Eleitoral
RENAMO-União Eleitoral oder kurz Renamo-UE war eine von Mosambiks größter Oppositionspartei RENAMO beherrschte Vereinigung politischer Parteien.
Bei den Parlamentswahlen in Mosambik 2004 erhielt sie 29,7 % der Stimmen und errang 90 von 250 Sitzen im Parlament. Ihr Präsidentschaftskandidat, Afonso Dhlakama, Parteichef der RENAMO, erhielt bei den zeitgleich stattfindenden Präsidentschaftswahlen 31,7 % der Stimmen.

## Mitgliedsparteien
Außer aus RENAMO bestand das Bündnis aus folgenden Kleinparteien:
- Partido do Progresso do Povo de Moçambique (PPPM)
- Frente de Accão Patriótica (FAP)
- Frente Unida de Moçambique - Partido de Convergência Democrática (FUMO-PCD)
- Movimento Nacional Moçambicano - Partido Social Democrata (MONAMO - PSD)
- Partido de Convenção Nacional (PCN)
- Partido Renovador Democrático (PRD)
- Partido Renovador Democrático (PRD)
- Partido Renovador Democrático (PRD)
- Aliança Independente de Moçambique (ALIMO)
- Partido de Reconcilliação Democrática (PAREDE)
- Partido Ecologista de Moçambique (PEMO)